# Kubok Ukraïny 1998-1999
La Kubok Ukraïny 1998-1999 (in ucraino Кубок України?) fu l'8ª edizione del torneo. La competizione iniziò il 1º agosto 1998 e terminò il 30 maggio 1999. La Dinamo Kiev si aggiudicò la coppa vincendo tutte le partite.

## Turno preliminare
| Squadra 1        | Risultato | Squadra 2        |
| ---------------- | --------- | ---------------- |
| Krystal Chortkiv | 3 – 1     | Zoria Khorostkiv |

## Primo turno
| Squadra 1               | Totale | Squadra 2                 | Andata | Ritorno |
| ----------------------- | ------ | ------------------------- | ------ | ------- |
| Portovyk Illichivsk     | 1 – 7  | Odessa                    | 1 – 3  | 0 – 4   |
| Krystal Kherson         | 4 – 1  | Dinamo-SKA Odessa         | 3 – 1  | 1 – 0   |
| Metalurh Novomoskovsk   | 8 – 2  | Viktor Zaporizhia         | 4 – 2  | 4 – 0   |
| Bukovyna Chernivtsi     | 2 – 3  | Cementnyk-Khorda Mykolaiv | 1 – 2  | 1 – 1   |
| Krystal Chortkiv        | 4 – 6  | Verkhovyna Uzhhorod       | 4 – 1  | 0 – 5   |
| Chornomorets Sevastopol | 1 – 2  | Tytan Armiansk            | 0 – 1  | 1 – 1   |
| Olimpia Yuzhnoukrainsk  | 5 – 1  | Lokomotyv Smila           | 3 – 1  | 2 – 0   |
| Dinamo-3 Kiev           | 0 – 5  | Systema-Borex Borodianka  | 0 – 4  | 0 – 1   |
| Hirnyk-Sport            | 1 – 5  | Obolon-PVO Kiev           | 0 – 2  | 1 – 3   |
| Veres Rivne             | 0 – 5  | Hazovyk Komarne           | 0 – 2  | 0 – 3   |
| Naftovyk Dolyna         | 1 – 2  | Paperovyk Malyn           | 0 – 0  | 1 – 2   |
| Shakhtar Stakhanov      | 5 – 2  | Avanhard Rovenky          | 4 – 0  | 1 – 2   |
| Oskol Kupyansk          | 0 – 2  | Zoria Luhansk             | 0 – 0  | 0 – 2   |
| Elektron Romny          | 6 – 2  | Myrhorod                  | 4 – 1  | 2 – 1   |
| Halychyna Drohobych     | 1 – 3  | Podillya Khmelnytsky      | 1 – 2  | 0 – 1   |

## Secondo turno
| Squadra 1                    | Totale | Squadra 2                | Andata | Ritorno |
| ---------------------------- | ------ | ------------------------ | ------ | ------- |
| Chornomorets Odessa          | 2 – 4  | Odessa                   | 1 – 1  | 1 – 3   |
| Metalurh Nikopol             | 6 – 4  | Krystal Kherson          | 4 – 1  | 2 – 3   |
| Polihraftekhnika Oleksandria | 2 – 3  | Metalurh Novomoskovsk    | 1 – 0  | 1 – 3   |
| Cementnyk-Khorda Mykolaiv    | 2 – 2  | Nyva Vinnytsia           | 0 – 0  | 2 – 2   |
| Verkhovyna Uzhhorod          | 2 – 3  | Lviv                     | 1 – 0  | 1 – 3   |
| Tytan Armiansk               | 1 – 3  | Torpedo Zaporizhia       | 1 – 1  | 0 – 2   |
| Olimpia Yuzhnoukrainsk       | 0 – 1  | Kremin Kremenchuk        | 0 – 1  | –       |
| Čerkasy                      | 3 – 0  | Systema-Borex Borodianka | 3 – 0  | 0 – 0   |
| Yavir Krasnopilya            | 4 – 2  | Obolon-PVO Kiev          | 2 – 1  | 2 – 1   |
| Hazovyk Komarne              | 5 – 2  | Dinamo-2 Kiev            | 2 – 1  | 3 – 1   |
| Polissya Zhytomyr            | 1 – 2  | Paperovyk Malyn          | 1 – 1  | 0 – 1   |
| Shakhtar Stakhanov           | 2 – 7  | Stal Alchevsk            | 2 – 6  | 0 – 1   |
| Shakhtar Makiivka            | 2 – 3  | Zoria Luhansk            | 1 – 2  | 1 – 1   |
| Elektron Romny               | 2 – 4  | Naftovyk Okhtyrka        | 2 – 2  | 0 – 2   |
| Podillya Khmelnytsky         | 2 – 3  | Volyn Lutsk              | 1 – 0  | 1 – 3   |

## Terzo turno
| Squadra 1          | Totale | Squadra 2                  | Andata | Ritorno |
| ------------------ | ------ | -------------------------- | ------ | ------- |
| Odessa             | 6 – 3  | Metalurh Novomoskovsk      | 2 – 0  | 4 – 3   |
| Lviv               | 7 – 3  | Tsementnyk-Khorda Mykolaiv | 5 – 0  | 2 – 3   |
| Torpedo Zaporizhia | 0 – 2  | Kremin Kremenchuk          | 0 – 2  | 0 – 0   |
| Yavir Krasnopillya | 1 – 3  | Čerkasy                    | 0 – 0  | 1 – 3   |
| Hazovyk Komarno    | 2 – 5  | Desna Chernihiv            | 2 – 0  | 0 – 5   |
| Metalurh Nikopol   | 1 – 0  | Paperovyk Malyn            | 1 – 0  | 0 – 0   |
| Zorya-MALS Luhansk | 0 – 7  | Stal Alchevsk              | 0 – 0  | 0 – 7   |
| Naftovyk Okhtyrka  | 5 – 5  | Volyn Lutsk                | 5 – 4  | 0 – 1   |

## Quarto turno
| Squadra 1           | Totale | Squadra 2                    | Andata | Ritorno |
| ------------------- | ------ | ---------------------------- | ------ | ------- |
| Metalurh Zaporizhia | 4 – 5  | Odessa                       | 3 – 2  | 1 – 3   |
| Lviv                | –      | Metalist Kharkiv             | 2 – 1  | –       |
| Zirka               | 8 – 1  | Kremin Kremenchuk            | 5 – 1  | 3 – 0   |
| Čerkasy             | 3 – 4  | Tavriya Simferopol           | 1 – 1  | 2 – 3   |
| Desna Chernihiv     | 1 – 2  | Prykarpattia Ivano-Frankivsk | 1 – 1  | 0 – 1   |
| Metalurh Nikopol    | 2 – 3  | SC Mykolaiv                  | 1 – 1  | 1 – 2   |
| Metalurh Mariupol   | 5 – 3  | Stal Alchevsk                | 2 – 0  | 3 – 3   |
| CSKA Kiev           | 2 – 2  | Volyn Lutsk                  | 0 – 0  | 2 – 2   |

## Ottavi di finale
| Squadra 1        | Totale | Squadra 2                    | Andata | Ritorno |
| ---------------- | ------ | ---------------------------- | ------ | ------- |
| Odessa           | 2 – 8  | Dinamo Kiev                  | 2 – 4  | 0 – 4   |
| Metalurh Donetsk | 2 – 4  | Metalist Kharkiv             | 0 – 1  | 2 – 3   |
| Zirka            | 1 – 0  | Dnipro                       | 0 – 0  | 1 – 0   |
| Nyva Ternopil    | 0 – 4  | Tavriya Simferopol           | 0 – 2  | 0 – 2   |
| Šachtar          | 7 – 4  | Prykarpattia Ivano-Frankivsk | 4 – 0  | 3 – 4   |
| SC Mykolaiv      | 1 – 5  | Kryvbas Kryvyi Rih           | 1 – 2  | 0 – 3   |
| Karpaty          | 4 – 3  | Metalurh Mariupol            | 2 – 0  | 2 – 3   |
| CSKA Kiev        | 0 – 1  | Vorskla Poltava              | 0 – 0  | 0 – 1   |

## Quarti di finale
| Squadra 1          | Totale | Squadra 2          | Andata | Ritorno |
| ------------------ | ------ | ------------------ | ------ | ------- |
| Metalist Kharkiv   | 1 – 5  | Dinamo Kiev        | 1 – 2  | 0 – 3   |
| Šachtar            | 2 – 1  | Kryvbas Kryvyi Rih | 2 – 1  | 0 – 0   |
| Vorskla Poltava    | 2 – 6  | Karpaty            | 2 – 3  | 0 – 3   |
| Tavriya Simferopol | 2 – 2  | Zirka              | 2 – 1  | 0 – 1   |

## Semifinali
| Squadra 1 | Totale | Squadra 2   | Andata | Ritorno |
| --------- | ------ | ----------- | ------ | ------- |
| Zirka     | 1 – 6  | Dinamo Kiev | 1 – 5  | 0 – 1   |
| Šachtar   | 2 – 2  | Karpaty     | 1 – 2  | 1 – 0   |

## Finale
| Arbitro: | Vasyl Melnichuk (Sinferopoli) |

|  |           |                                  |
|  | Marcatori | 18’, 67’ Ševčenko 19’ Bjal'kevič |